# Campionati austriaci di ski cross 2018
I Campionati austriaci di ski cross 2018 si sono svolti a Pitztal il 25 novembre del 2017. Il programma ha incluso sia la gara femminile che la gara maschile. 
Trattandosi di competizioni valide anche ai fini del punteggio FIS, vi hanno partecipato anche sciatori di altre federazioni, senza che questo consentisse loro di concorrere al titolo nazionale austriaca.

## Risultati

### Uomini
| Pos. | Atleta               | Nazione     |
| ---- | -------------------- | ----------- |
| 1    | Jonas Lenherr        | Svizzera    |
| 2    | Kevin Drury          | Canada      |
| 3    | Adam Kappacher       | Austria     |
| 4    | Filip Flisar         | Slovenia    |
| 5    | Ian Deans            | Canada      |
| 6    | Christopher Delbosco | Canada      |
| 7    | Brant Crossan        | Stati Uniti |
| 8    | Marc Bischofberger   | Svizzera    |
| 9    | Armin Niederer       | Svizzera    |
| 10   | Mathieu Leduc        | Canada      |
| 11   | Thomas Harasser      | Austria     |
| 17   | Sandro Siebenhofer   | Austria     |

### Donne
| Pos. | Atleta               | Nazione     |
| ---- | -------------------- | ----------- |
| 1    | Katrin Ofner         | Austria     |
| 2    | Brittany Phelan      | Canada      |
| 3    | Georgia Simmerling   | Canada      |
| 4    | Sanna Lueidi         | Svizzera    |
| 5    | India Sherret        | Canada      |
| 6    | Andrea Limbacher     | Austria     |
| 7    | Tania Prymak         | Stati Uniti |
| 8    | Priscilla Annen      | Svizzera    |
| 9    | Anastasiia Chritcova | Russia      |
| 10   | Kelsey Serwa         | Canada      |
| 47   | Laura Habegger       | Austria     |